# Martin Fritz
Pour les articles homonymes, voir Fritz.
Martin Fritz, né le 24 octobre 1994, est un coureur du combiné nordique autrichien. 

## Carrière
Il dispute ses premières compétitions internationales lors de la saison 2009-2010. Il participe à la Coupe continentale à partir de la saison 2012-2013, compétition qu'il gagnera à deux reprises (2016 et 2017).
Aux Championnats du monde junior 2014, il gagne le titre par équipes et la médaille de bronze au Gundersen 5 km derrière Philipp Orter et David Welde. Un mois plus tard, il marque ses premiers points pour sa deuxième course en Coupe du monde à Lahti, avec une 26e place.
En février 2016, il obtient son premier top 10 en Coupe du monde à Val di Fiemme (10e). Il remporte ensuite le classement général de la Coupe continentale et récidive l'année suivante.
Il obtient son premier podium en Grand Prix d'été en 2017 à Planica.
Lors de l'hiver 2018-2019, après une cinquième place à Lillehammer, il est troisième de la manche d'Otepää remportée par Jarl Magnus Riiber, pour monter sur son premier podium en Coupe du monde. Il reçoit ensuite sa première sélection pour des championnats du monde, à Seefeld, arrivant quinzième.

## Palmarès

### Jeux olympiques d'hiver
| Épreuve / Édition | Individuel     | Individuel     | Par équipes Grand tremplin |
| Épreuve / Édition | Petit tremplin | Grand tremplin | Par équipes Grand tremplin |
| JO 2022 Pékin     | 12e            | -              | 4e                         |

### Championnats du monde
| Épreuve / Édition        | Gundersen      | Gundersen      | Relais | Sprint par équipes |
| Épreuve / Édition        | Petit tremplin | Grand tremplin | Relais | Sprint par équipes |
| Mondiaux 2019 Seefeld    | 15e            | -              | -      | -                  |
| Mondiaux 2021 Oberstdorf | 21e            | -              | -      | -                  |
| Mondiaux 2023 Planica    |                |                | Bronze |                    |
| Mondiaux 2025 Trondheim  |                |                | Argent |                    |

### Coupe du monde
- Meilleur classement général : 12e en 2020.
- 1 podium en épreuve individuelle : 1 troisième place.
- 1 podium en épreuve par équipes : 1 troisième place.
- 1 podium par équipes mixte : 1 deuxième place.

#### Différents classements en Coupe du monde
| Année     | Classement général final |
| 2013-2014 | 66e                      |
| 2014-2015 | 60e                      |
| 2015-2016 | 41e                      |
| 2016-2017 | 46e                      |
| 2017-2018 | 39e                      |
| 2018-2019 | 13e                      |
| 2019-2020 | 12e                      |
| 2020-2021 | 21e                      |
| 2021-2022 | 21e                      |
| 2022-2023 | 19e                      |

### Championnats du monde junior
- Médaille d'or par équipes en 2014.
- Médaille de bronze au Gundersen 5 km en 2014.

### Coupe continentale
- 2 victoires au classement général (2016 & 2017)

### Grand Prix
- 4 podiums.